# Iruya
Iruya est une ville de la province de Salta, en Argentine, et le chef-lieu du département d'Iruya. Elle est située à 2 780 m d'altitude, sur les versants orientaux de la Sierra de Santa Victoria, à 225 km (307 km par la route) au nord de Salta, la capitale de la province.

## Description
La localité d'Iruya est littéralement accrochée à la montagne. Elle est de plus, entourée de deux rivières, le río Coranzulí – ou río Iruya – et le río Milmahuasi. La petite ville conserve des rues étroites et empierrées, avec des maisons de pisé et de pierres ainsi que des toits à deux versants fréquemment recouverts de chaume.
Son architecture est typiquement coloniale avec des ruelles étroites. Depuis la ville on a des vues impressionnantes sur les paysages alentour. Dans les environs se trouvent les ruines de l'ancien village fortifié appelé Pucará de Titiconte.
Relativement proche d'Iruya, se trouvent la Quebrada de Humahuaca (à l'ouest) et le Parc national Baritú (à l'est).
Ce village a été le lieu de tournage d'une publicité pour la célèbre marque de bière Guinness.

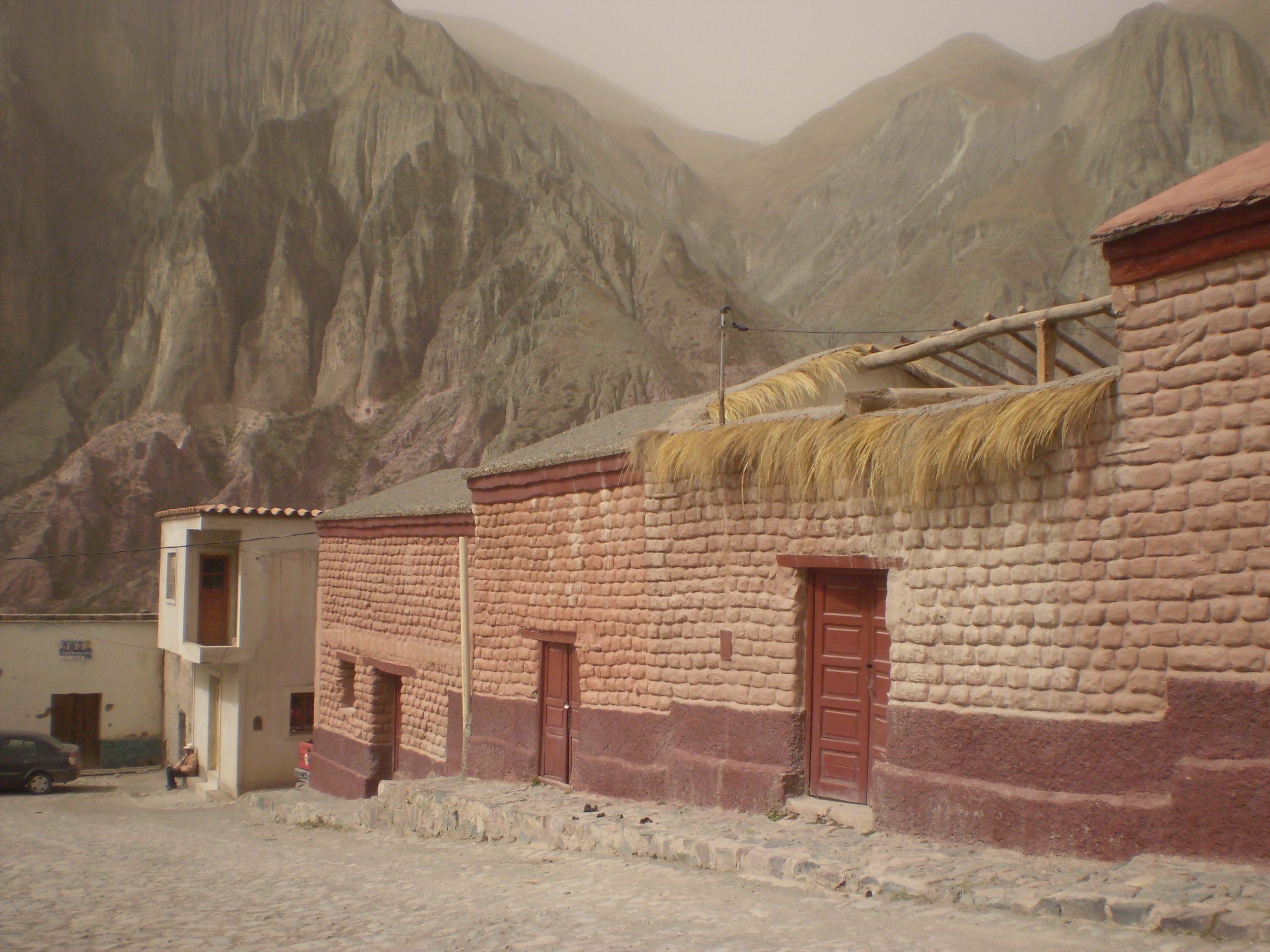
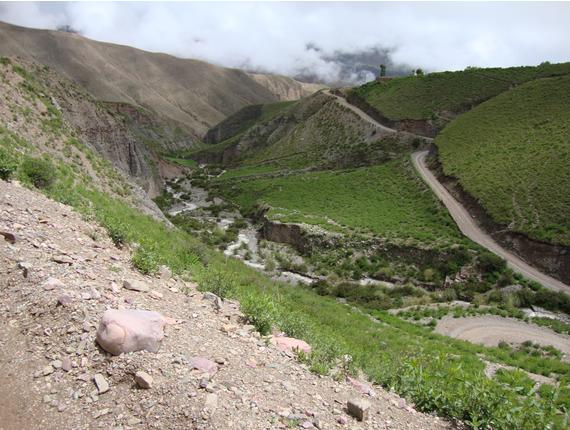
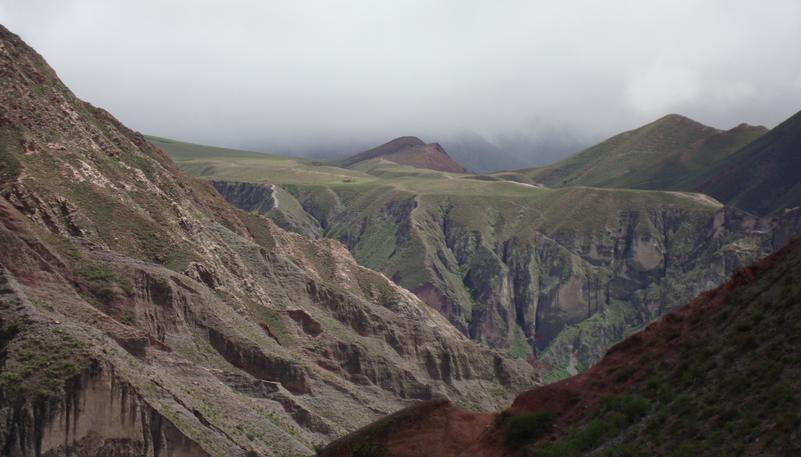
Pantipampa
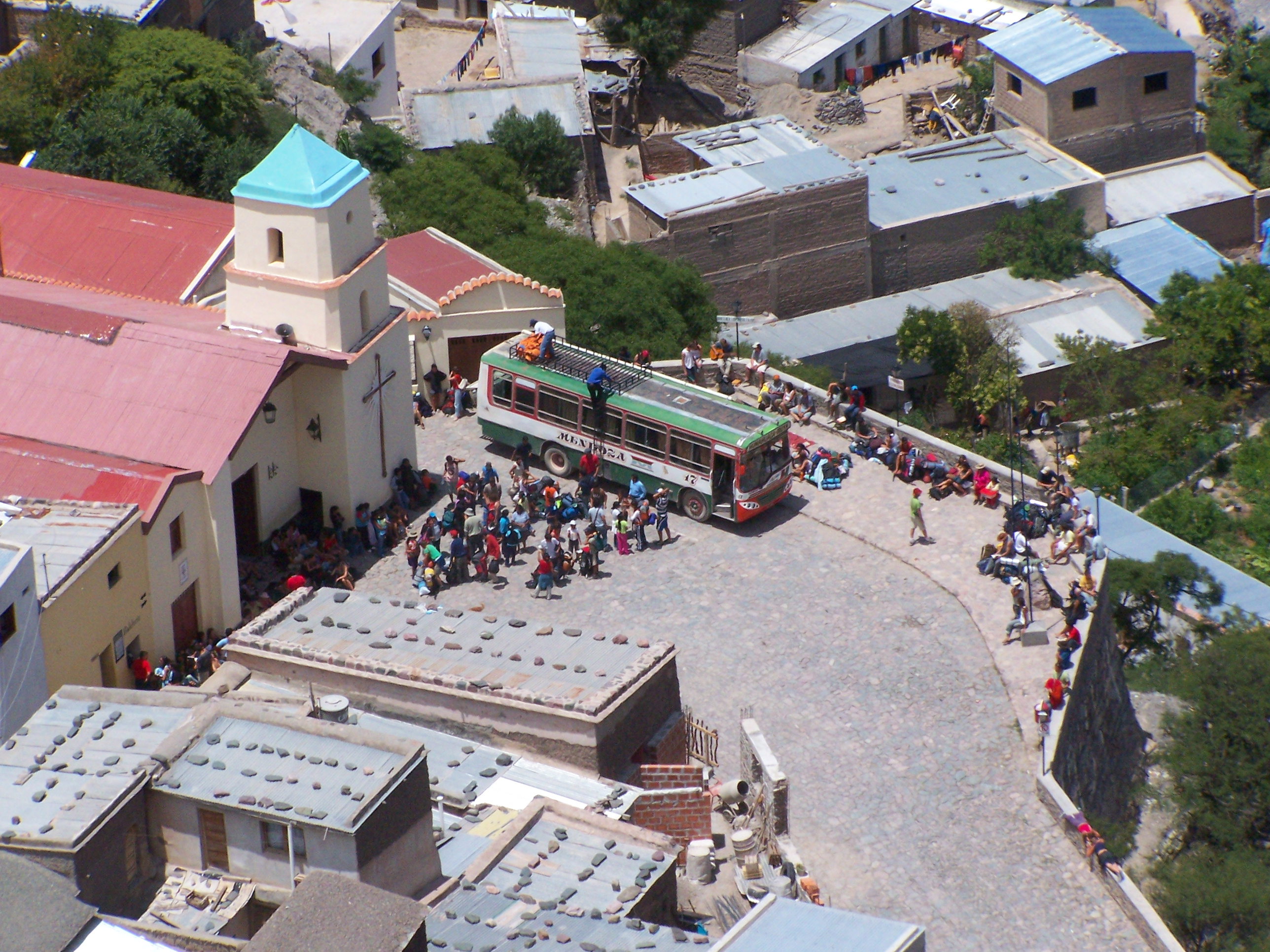
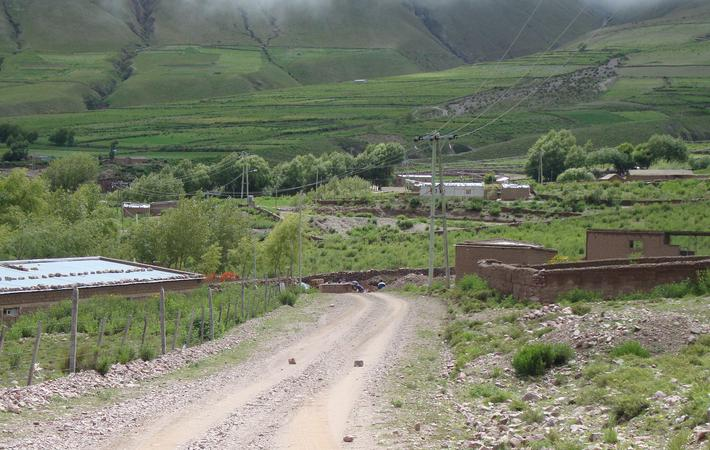
Río Grande
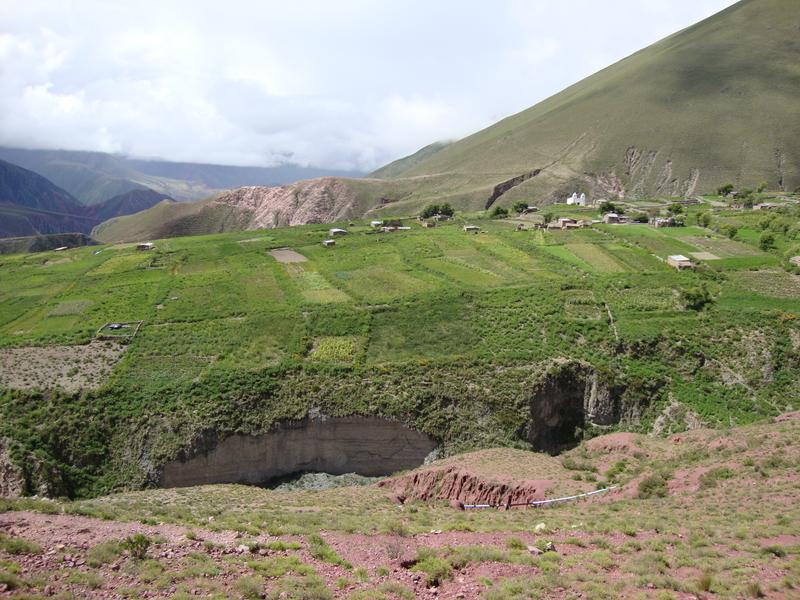
Pueblo viejo
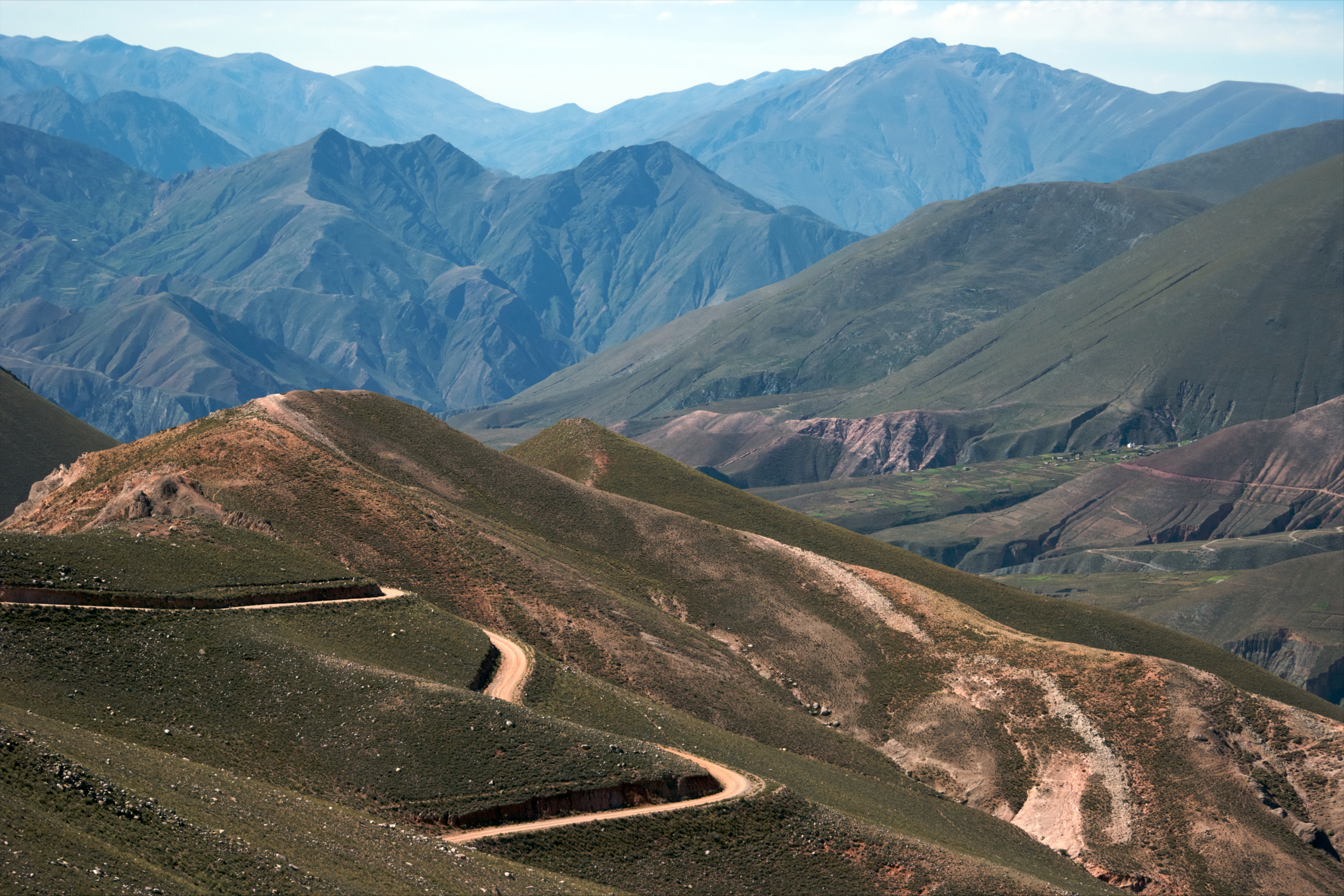